# 1993 у Миколаєві
| Роки в Миколаєві ← • 1901 • 1902 • 1903 • 1904 • 1905 • 1906 • 1907 • 1908 • 1909 • 1910 • 1911 • 1912 • 1913 • 1914 • 1915 • 1916 • 1917 • 1918 • 1919 • 1920 • 1921 • 1922 • 1923 • 1924 • 1925 • 1926 • 1927 • 1928 • 1929 • 1930 • 1931 • 1932 • 1933 • 1934 • 1935 • 1936 • 1937 • 1938 • 1939 • 1940 • 1941 • 1942 • 1943 • 1944 • 1945 • 1946 • 1947 • 1948 • 1949 • 1950 • 1951 • 1952 • 1953 • 1954 • 1955 • 1956 • 1957 • 1958 • 1959 • 1960 • 1961 • 1962 • 1963 • 1964 • 1965 • 1966 • 1967 • 1968 • 1969 • 1970 • 1971 • 1972 • 1973 • 1974 • 1975 • 1976 • 1977 • 1978 • 1979 • 1980 • 1981 • 1982 • 1983 • 1984 • 1985 • 1986 • 1987 • 1988 • 1989 • 1990 • 1991 • 1992 • 1993 • 1994 • 1995 • 1996 • 1997 • 1998 • 1999 • 2000 • → |

1993 у Миколаєві — список важливих подій, що відбулись у 1993 році в Миколаєві. Також подано перелік відомих осіб, пов'язаних з містом, що народились або померли цього року, отримали почесні звання від міста.

## Події
- У травні закрилось видання «Чорноморія» — перша у Миколаєві некомуністична газета, часів перебудови, яка виходила з грудня 1989 року.
- 1 липня заснований 1-й окремий батальйон морської піхоти, що за організаційно-штатною структурою входить до складу 36-ї окремої бригади морської піхоти Військово-Морських Сил Збройних Сил України. Дислокується на півострові Аляуди.
- 15 вересня заснований коледж преси та телебачення.
- Розформований миколаївський футбольний клуб «Водник», який був утворений на початку 20-х років XX століття в Миколаївському морському торговому порту, відроджений у 1946, знову відроджений у 2001 та вчергове розформований у 2004 році.
- У жовтні 1993 було започатковано міський телеканал «Миколаїв» на 31-му дециметровому діапазоні. Згодом він набув статусу обласного.
- Миколаївський зоопарк першим серед зоопарків України був прийнятий до Європейської Асоціації Зоопарків і Акваріумів (EAZA).

### Пам'ятки
- 12 вересня, до 60-ї річниці Голодомору 1932—1993 років, було урочисто встановлено і освячено пам'ятний знак жертвам Голодомору — хрест, виготовлений з дерева. У 2003 році була проведена повна реконструкція і ремонт монумента. Повторно реконструйований у 2008 році.
- 18 листопада на вулиці Інженерній, 2 відкрито меморіальну дошку Панасу Карповичу Саксаганському, українському актору та режисеру. В цьому будинку він наймав кімнату в 1881—1883 рр. Тут він, покинувши військову службу, став професійним актором трупи Михайла Старицького[1].

## Особи

### Очільники
- Міський голова Миколаєва — Юрій Сандюк.

### Почесні громадяни
- У 1993 році звання Почесного громадянина Миколаєва не присвоювалось.

### Народились
- Романеску Ілона Сергіївна (нар. 18 квітня 1993) — українська спортсменка, академічна веслувальниця, майстер спорту міжнародного класу, срібна і бронзова призерка чемпіонату Європи серед юнаків, бронзова призерка літньої Універсіади у Казані (2013). Закінчила факультет фізичної культури та спорту Миколаївського національного університету імені В. О. Сухомлинського.
- Носов Ілля Миколайович (нар. 30 листопада 1993, Миколаїв, Україна) — український футболіст, нападник.
- Гено Борис Олегович (16 серпня 1993, Миколаїв — 17 червня 2015, Красногорівка) — солдат Збройних сил України.
- Войцеховський Владислав Павлович (нар. 19 квітня 1993, Михайлівка-Рубежівка, Київська область, Україна) — український футболіст, нападник. Зіграв 65 матчів за МФК «Миколаїв», забив 13 голів.
- Колодій Олег Едуардович (нар. 16 березня 1993, Миколаїв) — український стрибун у воду, чемпіон Європи (2018), призер чемпіонату світу, неодноразовий призер чемпіонатів Європи. Заслужений майстер спорту України.
- Зморка Марлен Серверович (нар. 1 липня 1993, Миколаїв) — український велогонщик, двічі призер чемпіонату Європи з шосейного велоспорту (2010 і 2015 років), виступає за команду «Amore & Vita-Prodir». Майстер спорту України міжнародного класу.

### Померли
- Котанов Федір Євгенович (23 березня (4 квітня) 1914, Неон-Хароба — 15 вересня 1993, Санкт-Петербург) — Герой Радянського Союзу (1945), у роки німецько-радянської війни командир 384-го окремого Червонопрапорного Миколаївського батальйону морської піхоти, 55 бійців якого взяли участь в десанті Ольшанського.
- Александров Михайло Миколайович (22 березня 1932, Ленінград — 15 лютого 1993, Миколаїв) — доктор технічних наук (1973), професор (1975), ректор Миколаївського кораблебудівного інституту імені адмірала Макарова, Заслужений діяч науки і техніки УРСР.
- Лисянський Марк Самійлович (31 грудня 1912 (13 січня 1913), Одеса — 30 серпня 1993, Москва) — радянський поет.
- Арт Гоудс (англ. Arthur W. Hodes, нар. 14 листопада 1904, Миколаїв, Російська імперія — 4 березня 1993, Гарві (Іллінойс), Іллінойс, США) — американський джазовий піаніст українського походження, більш відомий як Арт Гоудс.
- Кирилов Микола Павлович (1914, Миколаїв — 1993, Миколаїв) — Герой Радянського Союзу, командир взводу триста дев'яносто третього окремого батальйону морської піхоти Чорноморського флоту, молодший лейтенант.
- Стешин Юрій Тимофійович (1 травня 1938, Старина, Починківський район, Нижньогородська область — 19 серпня 1993, Миколаїв) — український художник-оформлювач, лауреат Державної премії ім. Т. Г. Шевченка 1981 року.
- Айзенберг Григорій Давидович (8 (21) травня 1908, Миколаїв — 5 жовтня 1993, Москва) — український і російський кінооператор, лауреат Сталінської премії (1949, як оператор комбінованих зйомок фільму «Сталінградська битва»), заслужений діяч мистецтв Росії.
- Ніколенко Павло Семенович (27 червня 1931, Велика Корениха, Миколаївська обл. — 5 лютого 1993, Миколаїв, Миколаївська область) — радянський та український лікар вищої категорії, головний хірург Миколаївського обласного відділу охорони здоров'я.
- Шорін Едуард Олексійович (4 грудня 1933, Миколаїв — 3 серпня 1993, Миколаїв) — український радянський партійний діяч. Депутат Верховної Ради УРСР 10-го скликання.